# Alfred Andrew Cohen
Pour les articles homonymes, voir Cohen.
Alfred Andrew Cohen, né le 17 juillet 1829 en Jamaïque et mort le 16 novembre 1887 à Sidney (Nebraska), comté de Cheyenne, est un banquier et financier américain, fondateur du San Francisco and Oakland Railroad (en).

## Biographie
Alfred Cohen arrive en Californie en 1849 et travaille en tant qu'agent d'une compagnie commerciale avant de servir dans les transports transatlantiques. Il s'installe à San Francisco où il épouse Émilie Gibbons (1834-1924) et investit dans les chemins de fer. Il fonde ainsi les chemins de fer d'Alameda, d'Oakland et d'Hayward. 
Jules Verne fait sa connaissance en 1867 à bord du Great-Eastern et en fait, avec sa femme, des passagers et personnages du navire dans son roman Une ville flottante (chapitre III).